# August von Wassermann
August von Wassermann (Bamberga, 21 febbraio 1866 – Berlino, 16 marzo 1925) è stato un medico e microbiologo tedesco.
Nel 1906 scoprì il metodo biologico per la diagnosi della sifilide, poi divenuto di uso universale e detto reazione di Wassermann.

## Biografia
Nato a Bamberga, di origini ebraiche, studiò in diverse università in Germania, ottenendo poi la laurea in medicina nel 1888 presso l'Università di Strassburg. Nel 1890 iniziò a lavorare con Robert Koch all'Istituto per le malattie infettive di Berlino. Nel 1906 divenne direttore della divisione per la terapia sperimentale e la ricerca sierica presso l'istituto, seguito da una direzione del dipartimento di terapia sperimentale presso la Kaiser-Wilhelm-Gesellschaft a Berlino (1913). Fu il primo destinatario del Premio Aronson nel 1921.
Wassermann dedicò tutta la sua carriera allo studio della microbiologia, della sierologia e dell'immunologia. Fu uno dei primi a confermare l'efficacia del siero antitetanico e di quello antidifterico di Emil von Behring e Shibasaburo Kitasato e ad iniettare un siero contro il meningococco in malati di meningite cerebro-spinale.

## La reazione di Wassermann
Il metodo eponimo di diagnosi della sifilide si basa sulla ricerca, nel siero sanguigno, di anticorpi specifici ossia di sostanze difensive che denunciano la presenza del Treponema pallidum, il microrganismo che provoca la sifilide o lue. La reazione di Wassermann è stata via via modificata e perfezionata per renderla sempre più sensibile, così che oggi essa svela precocemente l'infezione luetica già circa una settimana dopo l'apparizione della lesione primaria, detta sifiloma.